# Laura Pytlińska
Laura Pytlińska z Konopnickich (ps. Maria Zawiejska, ur. 1870 lub 1872 w Bronowie, zm. 21 czerwca 1935 w Żarnowcu) – polska aktorka teatralna i pisarka.

## Kariera i twórczość
Ukończyła klasę dramatyczną przy Warszawskim Towarzystwie Muzycznym. Kształciła się również w zakresie malarstwa w szkole Bronisławy Poświkowej. Debiutowała w 1905 r. w Teatrze Miejskim we Lwowie. Następnie występowała w: Teatrze Małym w Warszawie (1906–1910), Teatrze im. Juliusza Słowackiego w Krakowie (1911–1916), Teatrze Polskim w Warszawie (1917/18), Teatrze Rozmaitości w Warszawie (1908 oraz 1918), Teatrze Praskim (1920/21), Teatrze Maska (1921/22) oraz Teatrze Miejskim w Łodzi (1923/24). Na scenie używała wymiennie nazwisk: Pytlińska i Zawiejska.
Pierwsze nowele publikowała w „Prawdzie”. Następnie pisywała prozę poetycką, która została opublikowana w „Chimerze”. Jest autorką zbioru pt. Wigilja księcia Reichstadtu i inne opowieści wybrane z francuskich legend wigilijnych, który ukazał się nakładem wydawnictwa Dom Książki Polskiej w 1929 r. Próbowała także swoich sił jako tłumaczka, publikując przekłady utworów Rabindranatha Tagore.

## Życie prywatne
Była córką Marii i Jarosława Konopnickich oraz żoną Stanisława Pytlińskiego. Blisko przyjaźniła się z rodziną Przybyszewskich i w latach 1901–1905 opiekowała się osieroconym w dzieciństwie Zenonem Przybyszewskim. W tym okresie Stanisław Przybyszewski namawiał ją do wstąpienia na scenę, znacznie wpływając na jej późniejsze decyzje zawodowe.